# Дельвиг, Николай Иванович
Барон Николай Иванович Дельвиг (1814—1870) — генерал-лейтенант русской императорской армии, участник Кавказских походов и Крымской войны.

## Биография
Родился в 1814 году; был младшим из четырёх детей барона Ивана Антоновича Дельвига (1783—1815) и его жены Александры Андреевны, урождённой княжны Волконской (?—1844). Братья — Александр и Андрей; двоюродный брат — Антон.
Окончил курс в 1-м Московском кадетском корпусе (1834), из которого был выпущен прапорщиком в 29-ю конно-артиллерийскую роту. В 1836 году поступил в Императорскую Военную академию, которую и окончил в 1839 году с причислением к Генеральному штабу, причём продолжал службу в 3-м резервном кавалерийском корпусе. В 1840 году поручик Дельвиг был переведён в Генеральный штаб и вскоре за тем был назначен в штаб 5-го пехотного корпуса. В следующем, 1841 году, началась боевая деятельность Н. И. Дельвига, принявшего участие, при 14-й пехотной дивизии, в Кавказской войне; это участие ознаменовалось массой стычек с чеченцами во время экспедиции отряда генерал-адъютанта Граббе и после неё, причём барон тогда же выделился своею храбростью и распорядительностью; 1844 год застал Дельвига, уже в чине штабс-капитана в Дагестанском отряде генерала Лидерса. Опять начался почти непрерывный ряд боёв, из которых упорный бой 14 июля, при переправе через реку Сулак возле аула Цонтери, оказался неблагополучным для Николая Ивановича, получившего здесь свою первую рану пулей в левую руку. Следующий год был проведён в борьбе с Шамилем, причём барон Дельвиг отличился при овладении Андийскими высотами и во время движения от Дарго к Герзель-аулу, был ранен пулей в левую ногу. За боевые отличия, оказанные во время службы на Кавказе, Николай Иванович удостоился орденов Св. Анны 3-й степени с бантом и Св. Владимира 4-й степени с бантом.
В 1846 году капитана Дельвига вместе с 5-м корпусом перевели в Дунайские княжества, а 1848-м — в пределы Трансильвании. Венгерская кампания дала случай молодому офицеру снова выделиться своими боевыми достоинствами. Особые отличия оказаны были им в арьергардном деле при местечке Сент-Георги и в сражении при селении Репсе, за что Дельвиг и получил чин подполковника и золотую саблю с надписью «За храбрость». По окончании Венгерской кампании подполковник Дельвиг был сначала старшим адъютантом в штабе 5-го пехотного корпуса, а затем дивизионным квартирмейстером в 13-й пехотной дивизии. В 1852 году Дельвига произвели в полковники и перевели в Житомирский егерский полк: штабная служба была оставлена для чисто строевой, что было большой редкостью в то время.
Вскоре полковник барон Дельвиг принял живейшее участие в войне с турками и в 1853 году, в отряде Лидерса, не раз был под боевым огнём, а в 1854 году принял, между прочим, участие в переправе через Дунай у Галаца, в занятии Мачина и в борьбе под Силистриею. Наградой за эту боевую деятельность был орден Св. Владимира 3-й степени и назначение с 18 октября 1854 года командующим Владимирским пехотным полком. С этим полком он участвовал в Севастопольской кампании: уже 24 октября, в сражении под Инкерманом, был ранен в третий раз, пулей в правую руку. За отличия, оказанные в этом бою, он был произведён в генерал-майоры и утверждён в звании командира того же полка. После выздоровления, с конца марта 1855 года по конец мая, и с половины июня по 24 августа, вместе со своим полком он принял участие в обороне Севастополя. Сначала Владимирский пехотный полк участвовал в обороне 3-го бастиона, причём выдержал множество схваток с противником и несколько бомбардировок. Во время одной из них Дельвиг был контужен осколком бомбы в лобную часть головы, руку и живот. Затем ему пришлось быть сперва на правом фланге оборонительной линии, а потом — с 15 мая — снова на левом фланге; 26 мая он принял деятельное участие в обороне Волынского и Селенгинского редутов и Камчатского люнета, причём снова был ранен осколком гранаты в голову, с повреждением черепных покровов. Несмотря на рану вскоре он вновь появился на своем посту, на 3-м бастионе, а потом — участвовал в тяжёлом бою на Малаховом кургане. Назначенный командиром 1-й бригады 5-й пехотной дивизии, Дельвиг 24 августа выбыл из Севастополя. За последние подвиги был награждён орденом Св. Станислава 1-й степени с мечами.
В конце 1855 года вернулся в службу по генеральному штабу, сперва в звании начальника штаба 5-го пехотного корпуса, а потом (с 1856 года) — начальником штаба 4-го армейского корпуса. Состоя в этой последней должности, генерал-майор Дельвиг открыл, с разрешения высшего начальства, юнкерскую школу при штабе 4-го корпуса и поставил её очень удовлетворительно в учебном отношении. В 1862 году боевые заслуги Н. И. Дельвига были почтены назначением его в списки Владимирского пехотного полка. В том же году последовало назначение его на должность командующего 2-й пехотной дивизией, а в 1863 году — производство в генерал-лейтенанты и утверждение в должности с зачислением в генеральный штаб. В 1867 году он был назначен начальником 23-й пехотной дивизии и получил орден Св. Владимира 2-й степени.
Барон Дельвиг пользовался вполне заслуженной им репутацией отличного боевого офицера генерального штаба. К сожалению, сильно расстроенное болезнями, ранами и контузиями здоровье вынудило его искать отдыха. Особенно мучительны были последние полученные им раны в голову. Поэтому, в 1869 году, Николай Иванович был зачислен в запасные войска с оставлением по Генеральному штабу и принялся за серьёзное лечение, для чего поехал за границу. Однако, это мало помогло ему и барон вскоре поселился в своем имении в Нижегородской губернии, где ему удалось немного поправиться. Ho надорванный боевыми трудами организм уже отказывался служить — и 22 июня (4 июля) 1870 года, он скончался. Был похоронен на Казанском кладбище при Нижегородском Крестовоздвиженском монастыре.
Николай Иванович Дельвиг принимал участие и в военной литературе. Помимо разного рода заметок, им были помещены в «Военном сборнике» за 1864 год, № 7, интересные «Воспоминания об экспедиции в Дарго» (переизданы в сборнике «Даргинская трагедия. 1845 год. Воспоминания участников Кавказской войны XIX века». — СПб., 2001), и, в том же журнале (1866, № 6), — статья «Поход пьемонтцев в Умбрию и Мархию в 1860 году».

## Награды
- Орден Святой Анны 3-й ст. с бантом (1844)[3]
- Орден Святого Владимира 4-й ст. с бантом (1845)
- Орден Святой Анны 2-й ст. (1847; императорская корона к ордену — 1849)
- Золотая полусабля «За храбрость» (1849)
- Орден Святого Георгия 4-й ст. за 25 лет службы (1853)
- Орден Святого Владимира 3-й ст. с бантом (1854)
- Орден Святого Станислава 1-й ст. с мечами (1856)
- Орден Святой Анны 1-й ст. с мечами над орденом (1858; императорская корона к ордену — 1861)
- Знак отличия за XX лет беспорочной службы (1858)
- Орден Святого Владимира 2 ст. с мечами над орденом (1866)
- Австрийский Орден Железной короны 3 ст. (1850)

## Семья
Женился 4 апреля 1846 года на Александре Борисовне Прутченко, дочери бывшего нижегородского вице-губернатора и управляющего нижегородской казённой палатой Б. Е. Прутченко. Их дети:
- Дмитрий (1847—1916), городской голова Нижнего Новгорода, томский вице-губернатор
- Борис (1852, Варшава — 1882)
- Ольга (ок. 1865 —1917)
- Сергей (1866—1945), генерал-лейтенант, военный историк